# Gerolfo II de Holanda
Gerolfo II (hacia 850 - 895 o 916), también llamado Gerolfo el Joven,   conde del Kennemerland, probablemente fue el padre de dos hijos: Teodorico I de Holanda y  Waldger, este último era conde del pagus "Lake et Isla" (territorio entre los ríos Lek y IJssel) que transmitió a su hijo Radbod, según un diploma del emperador Otón I del año 944.
Gerolfo pudo ser hijo o nieto de  Gerolfo I, conde de Frisia hacia 833 durante el reinado del emperador Ludovico Pío. 
Gerolfo II que estuvo subordinado al caudillo vikingo Godofredo de Frisia, quien, a su vez, fue vasallo de Carlos el Calvo del que había recibido tierras en feudo, envío a Gerolfo a tratar con el emperador Carlos el Gordo nuevas condiciones para asegurar la defensa de su reino frente a las invasiones normandas. 
Gerolfo formó parte junto con el conde Everardo y otros nobles frisones de la conspiración, tramada por el emperador, y mataron a este jefe vikingo en Herespich (actualmente Spijk) en 885.
Según otras fuentes, Gerolfo no sería frisón sino originario de Gante. Así se desprende de la crónica en verso de Holanda, atribuida a Melis Stoke, según la cual el emperador Arnulfo de Carintia le habría llamado desde Flandes para que conquistara la Frisia occidental, y posteriormente este soberano le investiría como gobernador,  con la jurisdicción de todas las prerrogativas ligadas a la antigua jurisdicción del Zuidhardes-hage, (nombre del río, que se sitúa en torno a Noordhardeshegge en Egmond) y obtuvo de él  ocho feudos en aparcería, enclavados en sus dominios situados entre el Rin y el ya citado Zuidhardes-hage, territorio llamado por los antiguos geógrafos el condado de Gerolfo.